# Bundesstraße 61
Die Bundesstraße 61 (Abkürzung: B 61) ist eine Nord-Süd-Verbindung vom Raum Bremen nach Ostwestfalen.
Bis Dezember 2018 war die B 61 in Bad Oeynhausen ein Teil der Europastraße 30, da sie den Verkehr von der A 30 aus Osnabrück zur A 2 nach Hannover leitete. Mit Eröffnung der Nordumgehung A 30 wurde die E 30 dorthin verlegt und der B 61 der Rang einer Europastraße aberkannt.

## Verlauf
Die Straße beginnt in Bassum und führt über Sulingen nach Nordrhein-Westfalen. Im Grenzbereich wurde sie mehrmals verlegt und neu gebaut, so dass einige Städte und Dörfer umfahren werden können. So liegt ihr Beginn nicht mehr wie früher im Ortszentrum von Bassum. Sie zweigt nunmehr von der als Ortsumgehung ausgebauten Bundesstraße 51 ab.
Auf Höhe des westfälischen Petershagen kreuzt die Landesstraße 770 (L 770) mit ihrer Weserbrücke die B 61 und verbindet sie mit der Bundesstraße 482 auf der Ostseite der Weser. Diese Verbindung ist wichtig für den Güterverkehr, da die B 482 direkt zur A 2 führt, während die B 61,15 Kilometer südlich von Petershagen mitten durch die Stadt Minden führt. Daher ist die B 482 für den Fernverkehr geeigneter und in diesem Abschnitt entsprechend belastet.

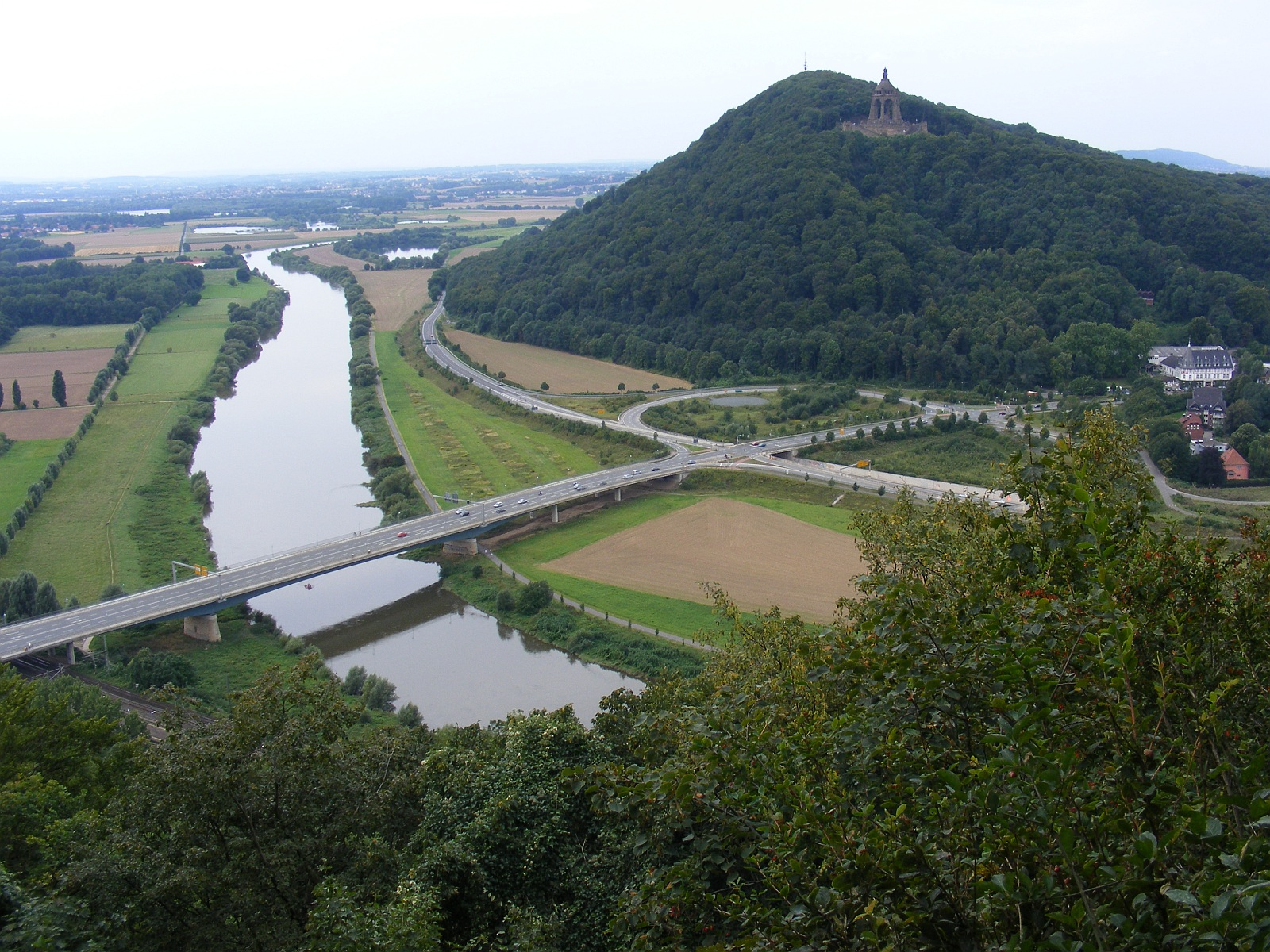
B 61 bei Porta Westfalica

Hinter Minden erreicht man nach einem „Autobahnkreuz“ mit der B 65 durch den 2002 neu gebauten Weserauentunnel die Stadt Porta Westfalica. Von dort aus kann man über die kurz vor dem Tunnelbau erneuerte Weserbrücke auf die in diesem Bereich unmittelbar parallel zur B 61 nach wie vor am anderen Weserufer verlaufende B 482 wechseln. Diese Alternativroute über die A 2 wird vor allem vom Transitverkehr benutzt, um die nach dem Tunnel nur noch zweistreifig mit mehreren Ortsdurchfahrten am Fuße des Wiehengebirges nach Bad Oeynhausen verlaufende B 61 zu meiden. Dort verläuft die Straße zweispurig durch Dehme bis nach Rehme und von dort vierspurig nach Löhne. Im Ortsbereich von Dehme ist die B 61 mit einem Zubringer an die neue A 30 angeschlossen, wodurch die Ortsteile Hahnenkamp und Dehme vom Durchgangsverkehr entlastet werden, und endet hier vorläufig.

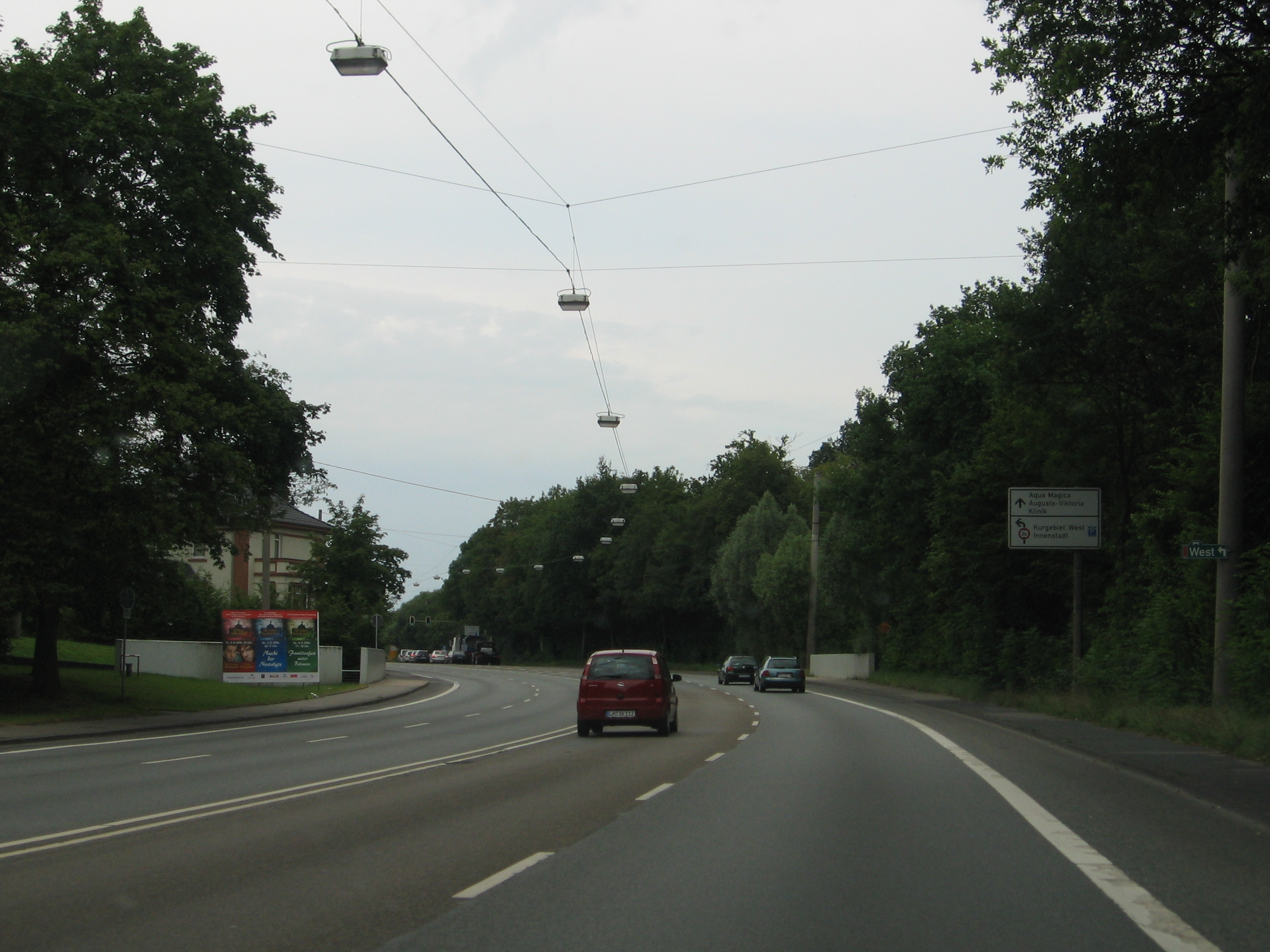
Alter Verlauf der B 61 in Bad Oeynhausen

Der weitere Verlauf durch das Zentrum von Bad Oeynhausen sowie die Weiterführung nach Herford wurden Anfang 2020 nach dem Lückenschluss der A 30 nördlich von Bad Oeynhausen und der Fertigstellung der B 611 zu Landesstraßen (L 777, L 546, L 860), Kreisstraßen (K 16) oder Gemeindestraßen abgestuft. Der ca. 2,8 Kilometer lange im Autobahnquerschnitt gebaute Abschnitt westlich von Löhne-Gohfeld wurde zur B 611 umgewidmet. Dieser Abschnitt war in den 1970er Jahren Teil einer geplanten Fortführung der A 5 von Gießen nach Bremen.
Der nächste Teil der B 61 beginnt seit Anfang 2020 an der Anschlussstelle Kirchlengern der A 30 und führt gemeinsam mit der aus Richtung Lübbecke kommenden B 239 nach Herford, wo sie mit der Landesstraße 860 kreuzt, die zuvor das Teilstück der B 61 aus Richtung Bad Oeynhausen war. In Herford bilden die beiden Bundesstraßen 61 und 239 die nördliche und westliche Stadtumgehung, teils im Autobahnquerschnitt. Während die B 239 2007 bis zur A 2 an der AS Herford/Bad Salzuflen vierstreifig und kreuzungsfrei, allerdings ohne Standstreifen, ausgebaut wurde, ist die B 61 ab dem Herforder Südwesten, wo sie die B 239 verlässt und Richtung Bielefeld weiterführt, wieder normal trassiert.

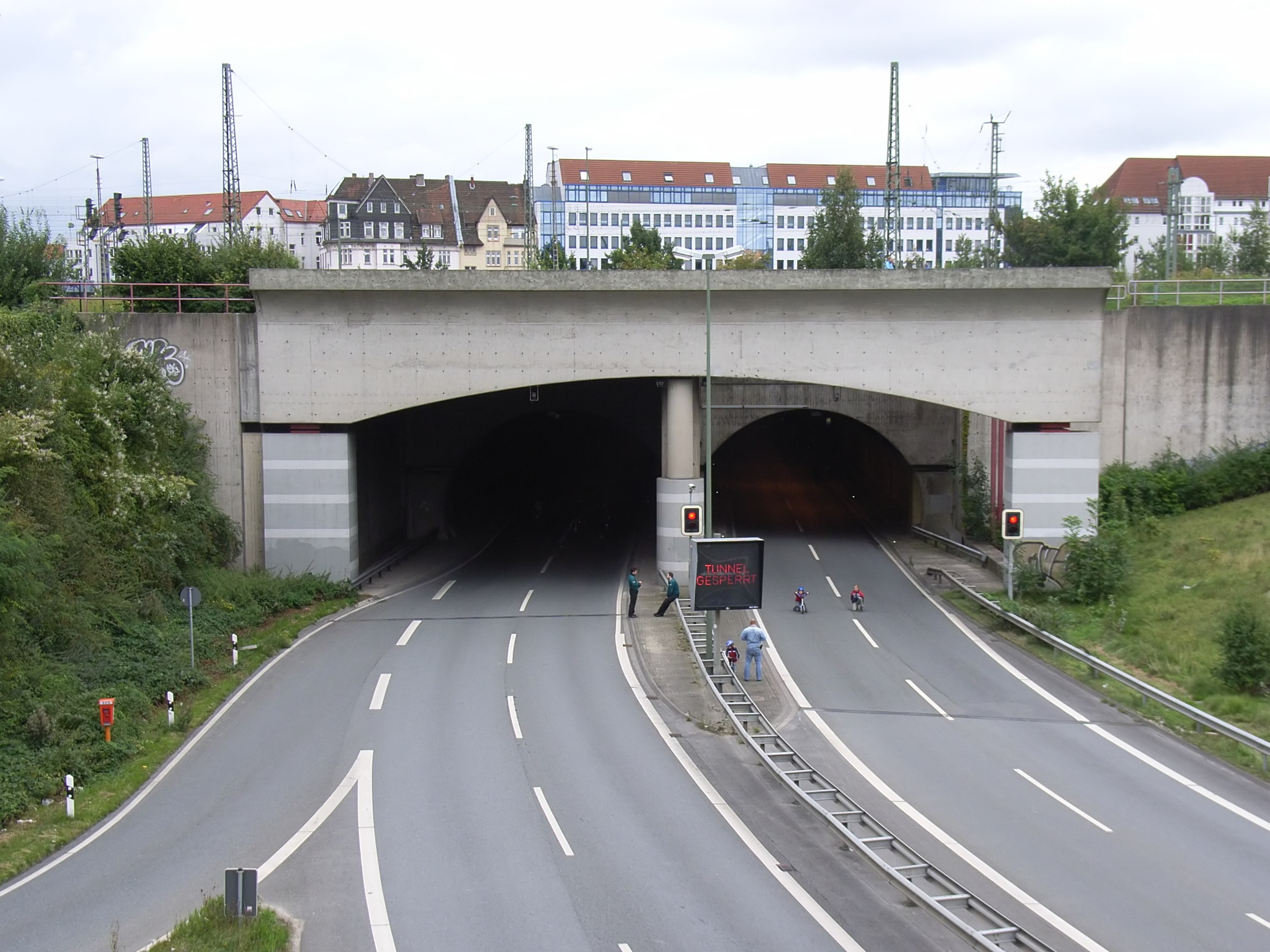
B 61 in Bielefeld (Ostwestfalentunnel)

Im Bereich Herford und Bielefeld sind die wechselnden Querschnitte auf eine in den 1960er und 1970er Jahren geplante A 47 zurückzuführen. Da diese Planungen nicht mehr verfolgt werden, soll die B 61 langfristig stellenweise verbreitert werden. Im Bielefelder Stadtteil Milse befindet sich, allerdings eher aus Bielefeld kommend, ein weiteres Nadelöhr entlang der B 61, das die Verkehrsplaner durch einen – von lokalen Bürgerinitiativen und Naturschützern bekämpften – vierstreifigen Ausbau in den Griff bekommen wollten. Von dort an, wo die B 61 die Ortsdurchfahrt durch Bielefeld beginnt, ist sie bereits vierstreifig ausgebaut und den Verkehrsmengen weitgehend gewachsen. Im Innenstadtbereich, etwa fünf Kilometer weiter, verschwenkt die B 61 zunächst provisorisch über die Walther-Rathenau-Straße zum 535 Meter langen Ostwestfalentunnel, der eine Vorleistung für die ehemals als A 35 geplante, aber ebenfalls umstrittene Neutrassierung der B 66 in Richtung A 2 darstellt, um dann über die Stadtautobahn Ostwestfalendamm über den Bielefelder Pass in den Bielefelder Süden zu führen – hier ist die B 61 teilweise sogar sechsstreifig ausgebaut.
In Bielefeld-Brackwede geht die B 61 schließlich in den Zubringer der A 33 über, die Paderborn und Osnabrück verbindet. Geplant ist, den Autobahnzubringer hinter dem Autobahnkreuz mit der A 33 als dreistreifige Ortsumgehung für den Bielefelder Stadtteil Ummeln weiterzuführen, um die bestehende B 61 zu entlasten, die ab Brackwede zweistreifig direkt durch Ummeln weiterführt.
Hinter Ummeln verläuft die Bundesstraße an den Gütersloher Ortsteilen Isselhorst und Avenwedde-Bahnhof vorbei nach Gütersloh. Ab der Ortseinfahrt Gütersloh wird die Bundesstraße vierstreifig und erfüllt den Zweck eines Stadtrings. Zwar ist die B 61 im Stadtbereich nicht kreuzungsfrei, doch sind die Ampelanlagen aufeinander abgestimmt, so dass man bei einer Höchstgeschwindigkeit von 60 km/h (erlaubt sind im Stadtbereich 70 km/h) auf einer Grünen Welle durch die Stadt fährt. Ab dem Industriegebiet Süd führt die B 61 dann wieder zweistreifig über den Ortsteil Kattenstroth nach Rheda-Wiedenbrück.
Dort trifft sie auf die B 64, die eine weitere Vorleistung für die A 47 sein sollte. Der frühere letzte Abschnitt über Oelde-Stromberg, Beckum, Hamm, Hamm-Pelkum, Kamen und Bergkamen-Oberaden nach Lünen wurde zu Landesstraßen zurückgestuft.

## Geschichte
Die Strecke zwischen Minden und Herford wurde bereits Anfang des 19. Jahrhunderts als Teil der preußischen Fernstraße von Minden nach Koblenz gebaut. Im Jahr 1828 war die Fortsetzung dieser Straße über Bielefeld, Gütersloh und Wiedenbrück bis Lippstadt fertiggestellt, wo sie in die (spätere) Bundesstraße 1 mündete. Bei der 1932 eingeführten Nummerierung des Straßennetzes wurde jedoch die später gebaute Straße über Hamm nach Unna als Linienführung der damals noch Fernverkehrsstraße 61 (FVS 61) genannten und ab 1934 als Reichsstraße 61 (R 61) bezeichneten Straße gewählt.

Bis zur Sanierung in den 1970er Jahren verlief die Straße, die viel Verkehr aus dem Ruhrgebiet nach Ostwestfalen und zurück brachte, mitten durch die Altstadt von Minden. Erst die Stadtsanierung ermöglichte es, den Verkehr neu zu ordnen und die Verkehrsströme als Tangenten am Stadtkern vorbeilaufen zu lassen.

## Ausbauzustand

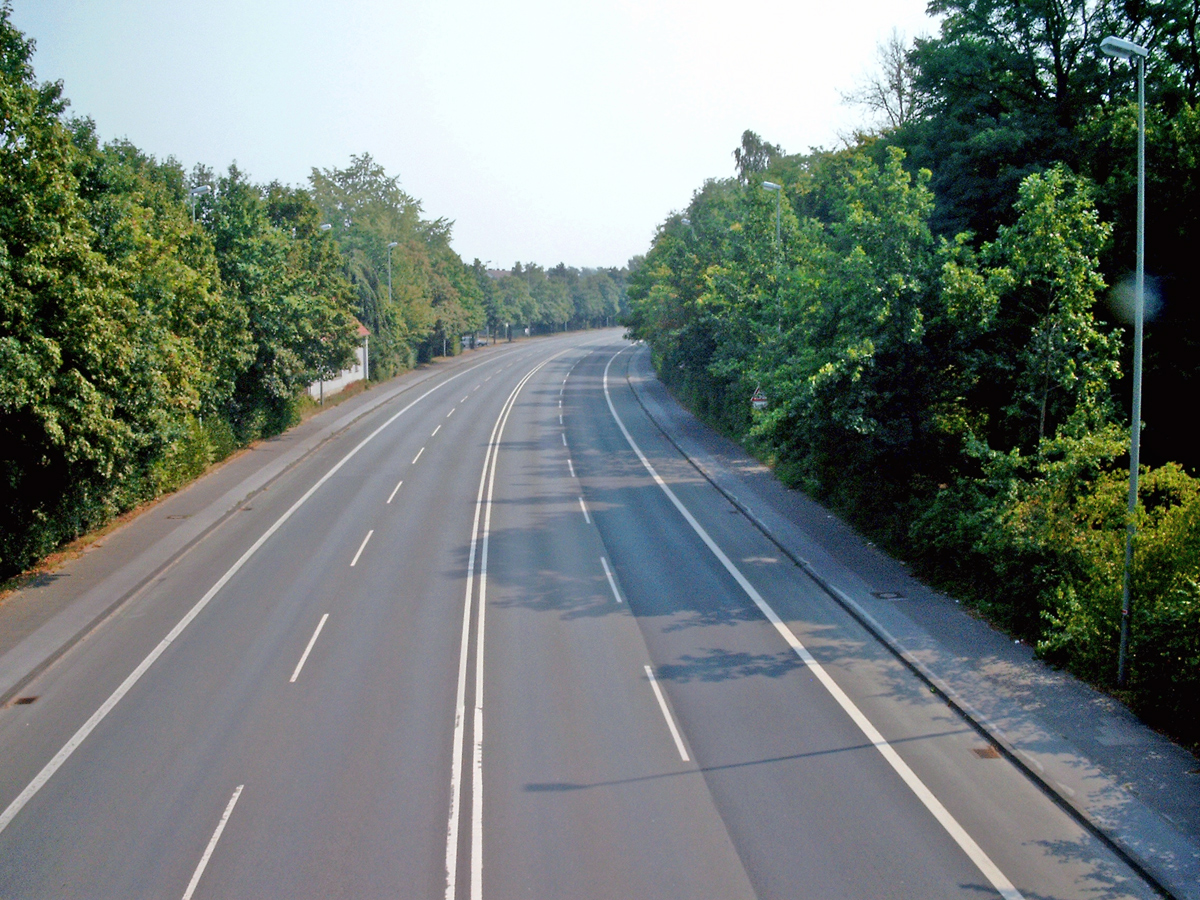
Die Bundesstraße 61 in Gütersloh

Der Ausbauzustand der B 61 gliedert sich wie folgt:
| Abschnitt                                                           | Streifen | Trennstreifen | Bemerkung                             |
| ------------------------------------------------------------------- | -------- | ------------- | ------------------------------------- |
| Bassum – L 764 Minden                                               | 2        | nein          |                                       |
| L 764 Minden – L 534 Minden                                         | 4        | ja            | städtisch                             |
| L 534 Minden – L 876 Porta Westfalica                               | 4        | ja            | autobahnähnlich                       |
| L 876 Porta Westfalica – AS Dehme                                   | 2        | nein          |                                       |
| AS Kirchlengern – K 7 Herford                                       | 2        | nein          |                                       |
| K 7 Herford – Herford                                               | 4        | ja            | autobahnähnlich                       |
| Herford – Bielefeld-Rabenhof                                        | 2        | nein          |                                       |
| Bielefeld-Rabenhof – L 778 Bielefeld Ostwestfalendamm               | 4        | ja            | städtisch                             |
| L 778 Bielefeld Ostwestfalendamm – L 756 Bielefeld Ostwestfalendamm | 4        | ja            | autobahnähnlich                       |
| L 756 Bielefeld Ostwestfalendamm – Bielefeld Südring                | 4        | ja            | städtisch                             |
| Bielefeld Südring – K 37 Gütersloh                                  | 2        | nein          |                                       |
| K 37 Gütersloh – Gütersloh Hans-Böckler-Straße                      | 4        | ja            | städtisch, größtenteils Trennstreifen |
| Gütersloh Hans-Böckler-Straße – Rheda-Wiedenbrück                   | 2        | nein          |                                       |
| Rheda-Wiedenbrück – Rheda-Wiedenbrück                               | 4        | ja            | autobahnähnlich                       |

### Ausbaupläne
Im Norden von Herford ist geplant, die Strecke zwischen dem Ausbauende der gemeinsamen Trasse mit der B 239 im Bereich der Füllenbruchstraße und dem Abzweig Richtung Kirchlengern an der Goebenstraße vierstreifig auszubauen. Die Baulänge beträgt rund 1½ Kilometer. Der Erörterungstermin zum Planfeststellungsbeschluss fand am 8. Mai 2015 statt.
Zwischen der "Dehmer Spange" in Bad Oeynhausen-Dehme und dem Weserauentunnel in Porta Westfalica soll in dem neuen vorläufigen Bundesverkehrswegeplan 2030 ein Neubau der Trasse bis zum Jahr 2030 festgeschrieben werden.

## Ohne Auto mobil
Seit 2009 findet auf der B 61 zwischen Bielefeld und Herford die Veranstaltung Ohne Auto mobil statt. Dafür werden die Herforder Straße in Bielefeld und die Bielefelder Straße in Herford für Kraftfahrzeuge gesperrt. In der Zeit von 9:30 Uhr bis 18 Uhr dürfen nur Fußgänger und nichtmotorisierte Fahrzeuge die Straße auf der vollen Breite benutzen. Im Bielefelder Stadtgebiet zweigt der autofreie Abschnitt von der B 61 ab und wird über städtische Straßen bis zum Ravensberger Park bzw. zum Rathausplatz weitergeführt, in Herford wird die Bielefelder Straße bis zu ihrem Anfang am Fürstenauplatz gesperrt. An mehreren Stellen der etwa 16 Kilometer langen Strecke werden gastronomische und Informationsstände aufgebaut, es gibt Mitmach-Aktionen, Verlosungen, Präsentationen und musikalische Unterhaltung. Etwa 50.000 Teilnehmer beteiligen sich jeweils an der Veranstaltung.